# Хемниц (дирекционный округ)
Хемниц (нем. Chemnitz) — один из трёх дирекционных округов (нем. Direktionsbezirk) земли Саксонии в Германии.
Находится на западе земли.
Был создан 1 августа 2008 года в ходе саксонской коммунальной реформы и заменил административный округ Хемниц. В основном совпадает с округом Карл-Маркс-Штадт, существовавшим в ГДР в 1952—1990 годах.
Управление округом с 1 марта 2012 года осуществляется единой земельной дирекцией Саксонии (нем. Landesdirektion Sachsen).
В округ входят 4 района и 1 город, приравненный к районам: 
- город Хемниц,
- район Рудные Горы,
- район Средняя Саксония,
- район Фогтланд,
- район Цвиккау.

Всего в округе 213 коммун. Плотность населения составляет 241 чел./км².